# Literalismo bíblico

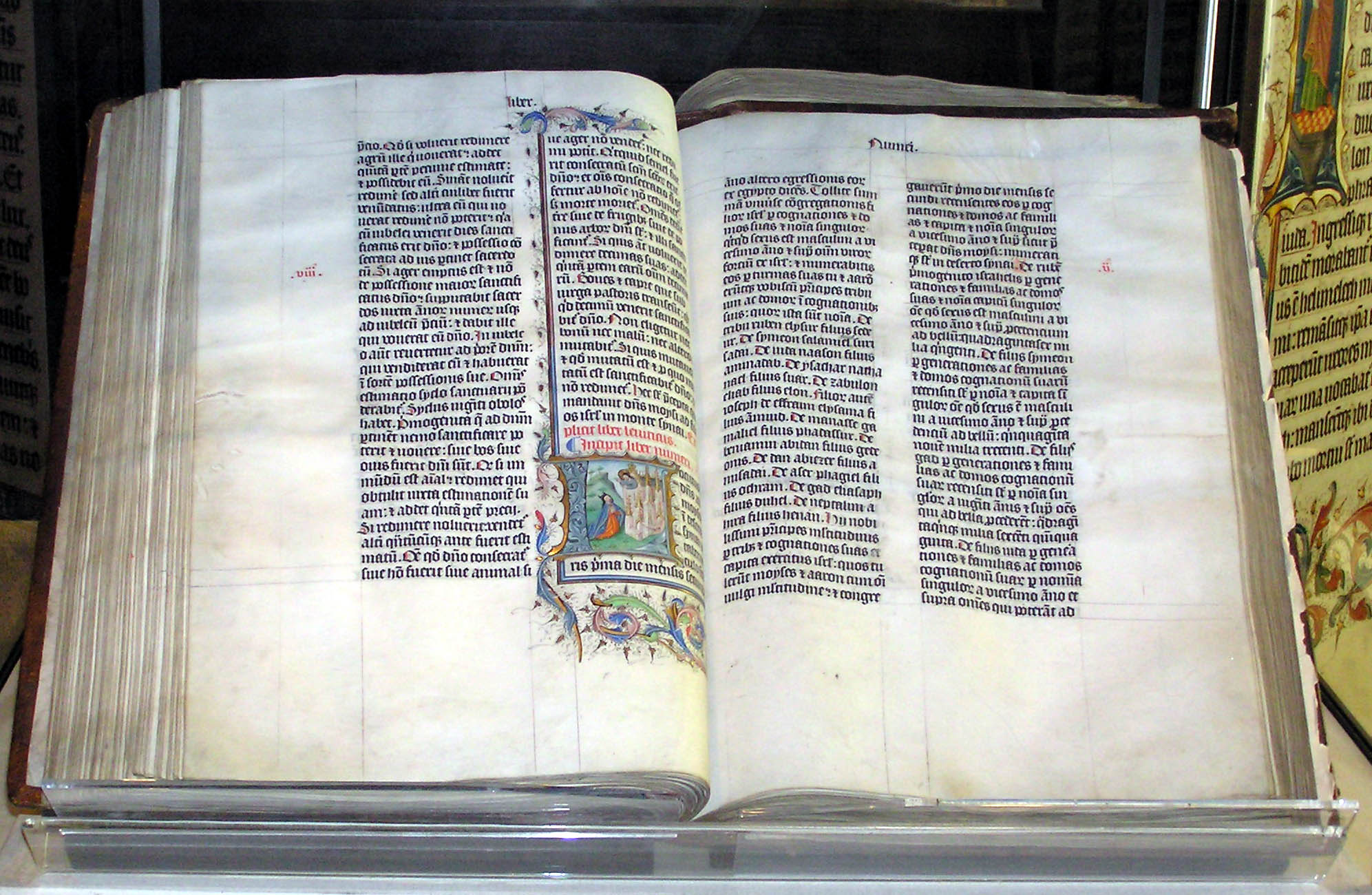
Una Biblia manuscrita en latín, expuesta en la Abadía de Malmesbury, Wiltshire, Inglaterra. La Biblia fue escrita en Bélgica en 1407, para su lectura en voz alta en un monasterio.

El literalismo bíblico (también denominado biblicismo o fundamentalismo bíblico) es la interpretación de los versículos de la Biblia de una manera explícita y primaria.
La interpretación literal de la Biblia es propia de un análisis hermenéutico fundamentalista y evangélico, y es utilizada casi exclusivamente por cristianos conservadores.

No se puede lícitamente opinar que los Evangelios o algún otro libro canónico contiene algo falso, ni que quienes los escribieron dijeron mentiras; pues esto echaría por tierra la certeza de la fe, que se apoya en la autoridad de la Sagrada Escritura. No hay mentira tampoco por el hecho de que en el Evangelio y en los demás libros de la Sagrada Escritura se refieren de distinta manera los dichos de éste o el otro. De ahí lo que San Agustín escribe en el libro De consensu evangelist.: Juzga que no debe preocupar esta dificultad quien comprende que lo necesario para el conocimiento de la verdad es el significado preciso de lo que se dice, por diferentes que sean las palabras con que se expresa. Y no cabe la menor duda, según esto, conforme añade allí mismo, de que no debemos dar por hecho que se miente porque varios de los que recuerdan un suceso que han visto u oído no lo refieran de igual modo o con las mismas palabras.
Tomás de Aquino. Suma teológica, Parte II-II, Cuestión 110, Artículo 3.

Para muchos, la interpretación literal no hace hincapié en el aspecto referencial de los términos en el texto, llevando a una negación completa de los aspectos literarios, del género o de las figuras literarias (por ejemplo, la parábola, la alegoría,
el símil o la metáfora).
Sin embargo, el literalismo no conduce necesariamente a una sola interpretación de cualquier pasaje bíblico.

Una expresión de esta tendencia fideísta difundida hoy es el biblicismo, que tiende a hacer de la lectura de la Sagrada Escritura o de su exégesis el único punto de referencia para la verdad. Sucede así que se identifica la palabra de Dios solamente con la Sagrada Escritura, vaciando así de sentido la doctrina de la Iglesia confirmada expresamente por el Concilio Vaticano II.
El papa Juan Pablo II: encíclica Fides et ratio, capítulo V, n.º 55